# هارون رووي
هارون رووي (بالإنجليزية: Aaron Rowe)‏ هو لاعب كرة قدم بريطاني في مركز نصف الجناح، ولد في 7 سبتمبر 2000 في لندن في المملكة المتحدة. لعب مع هدرسفيلد تاون.

## وصلات خارجية
- هارون رووي على موقع قاعدة بيانات كرة القدم.إي يو (الإنجليزية)
- هارون رووي على موقع Soccerbase.com (لاعب) (الإنجليزية)
- هارون رووي على موقع Soccerway.com (الإنجليزية)
- هارون رووي على موقع عالم كرة القدم.نت (الإنجليزية)